# 聂竹青
聂竹青（？—），男，汉族，中华人民共和国政治人物。现任深圳市鹏信资产评估土地房地产估价有限公司董事长。第十四届全国政协委员。